# Cryptops aloysiisabaudiae
Cryptops aloysiisabaudiae är en mångfotingart som beskrevs av Filippo Silvestri 1907. Cryptops aloysiisabaudiae ingår i släktet Cryptops och familjen Cryptopidae.
Artens utbredningsområde är Uganda. Inga underarter finns listade i Catalogue of Life.